# Línia Olot-Girona
La línia de ferrocarril Olot-Girona, popularment el tren d'Olot o el Carrilet, era una línia de ferrocarril que unia les ciutats de Girona i Olot. Actualment és una via verda apta per a vianants i bicicletes, anomenada ruta del Carrilet I, del Consorci Vies Verdes de Girona. Era una línia de 54,8 quilòmetres de longitud en ample de via mètric (1.000 mm). Segueix les ribes dels rius Ter, Brugent i Fluvià i travessa el parc volcànic de la Garrotxa fins a arribar a Olot.
El Carrilet de Girona a Olot està protegit com a bé cultural d'interès local. En el sector que aquest acompanya al riu Ter hi ha moltes séquies que s'usaven tant per l'agricultura com per la indústria. Cal destacar l'existència de centrals elèctriques que varen fer possible la industrialització de la zona. Destaca la que hi ha prop de Bescanó, edifici modernista de Joan Roca i Pinet adornat amb escultures, ceràmica i ferro forjat. També dins del patrimoni industrial troben un alt forn que fou reconvertit en bòbila, en funcionament fins als anys 70. Al llarg del recorregut trobem ponts i viaductes construïts per salvar petits accidents geogràfics (alguns d'ells s'han hagut de reconstruir). El pont de la riera d'Osor és una de les obres d'enginyeria més importants. A part, hi ha les estacions, algunes en bon estat (les de Girona i Salt ara són locals d'entitats), i d'altres molt malmeses (Bescanó, Vilanna, Amer).
Des del 2021 es planteja el retorn del ferrocarril a Olot amb el projecte del tren tram Olot-Banyoles-Girona.

## Cronologia
- 1883: S'atorga la concessió del FC d'Olot a Girona a Domènec Puigoriol.
- 1893: The Olot and Gerona Railways Co. Ltd. inicia les obres.
- 1895: Salt - Amer, finalització tram de 22 quilòmetres.
- 1898: Finalització del tram de 3 km de Girona a Salt.
- 1900: Amer - les Planes d'Hostoles, 3 km.
- 1902: El tram d'11 km les Planes - Sant Feliu de Pallerols finalitza les obres.
- 1911: Sant Feliu - Sant Esteve d'en Bas, 10 km, i Sant Esteve - Olot, 8 km.
- 1911: Inauguració del ferrocarril.
- 1963: L'empresa estatal Feve es fa càrrec del ferrocarril.
- 1969: Clausura de la línia.

El ferrocarril es va inaugurar l'any 1911, les obres es van iniciar el 1893 per la companyia anglesa The Olot and Gerona Railways Co. Ltd. a la qual Domènec Puigoriol havia cedit la concessió que se li havia atorgat l'any 1883. Posteriorment es traslladaria la seu de Londres a Barcelona convertint-se amb la Companyia del Ferrocarril d'Olot a Girona. La línia va passar a Feve l'any 1963, empresa que només va mantenir en funcionament les línies urbanes de l'àrea metropolitana de Barcelona, i la va clausurar el 1969 juntament amb la línia Girona - Sant Feliu de Guíxols, entre d'altres.

## Cultura
- Dita popular: «El tren d'Olot surt quan vol i arriba quan pot».
- Una cançó del Grup de Folk que es va popularitzar a la dècada de 1970 fa referència al ferrocarril: «Se'n va el tren d'Olot fent xup, xup, se'n va el tren d'Olot. Surt quan vol i arriba quan pot; fent xup, xup, se'n va el tren d'Olot».[3]
- Documental El Tren d'Olot (2011) per commemorar el centenari de la inauguració, realitzat per l'Associació Amics del Tren Olot-Girona i la productora audiovisual ZEBA.[6]
- Exposició commemorativa a Can Trincheria, Olot.[6]
- Mostra «Documents i fotografies de la vida del nostre carrilet d'Olot» de l'Associació d'Amics Col·leccionistes de la Garrotxa a la sala Sant Ferriol, Olot.[6]
- Exposició col·lectiva «Quadres i pintures del tren d'Olot» a la galeria d'art les Voltes d'Olot.[6]
- Exposició de la Locomotora 22 del tren d'Olot al pati de les monges de la Residència del Tura d'Olot.[6]